# Buczki, Tỉnh West Pomeranian
Buczki [ˈbut͡ʂki] (tiếng Đức: Schönfelde)  là một khu định cư ở khu hành chính của Gmina Tychowo, thuộc quận Białogard, West Pomeranian Voivodeship, ở phía tây bắc Ba Lan. Nó nằm khoảng 10 kilômét (6 mi) phía đông bắc Tychowo, 23 km (14 mi) phía đông Białogard và 132 km (82 mi) về phía đông bắc của thủ đô khu vực Szczecin. Đối với lịch sử của khu vực, xem Lịch sử của Pomerania.